# Al-Nur-Moschee (Santo Domingo)
Die Al-Nur-Moschee (span.: Mezquita Al-Noor, arabisch مسجد النور, DMG masǧid an-nūr) ist eine Moschee in Santo Domingo, Distrito Nacional, Dominikanische Republik.

## Name
Die Moschee ist nach der Koransure an-Nūr (24., „das Licht“) benannt.

## Geschichte
Die Moschee befindet sich im Viertel Don Bosco an der Avenida Francia. Sie wurde in einem Wohnhaus eingerichtet, welches vom Islamic Circle of Dominican Republic (spanisch Círculo Islámico de República Dominicana) für DOP 2,85 Mio. erworben worden war. Das Gebäude wurde daraufhin zur ersten Moschee des Landes umgebaut.

## Architektur
Das Gebäude ist in seiner Bauweise einstöckig und hat eine überdachte Veranda. Das Dach ist mit einer Kuppel überbaut und trägt ein dreistöckiges kleines Minarett. Das Gebäude ist weiß und Grün angestrichen. Zum Gebäudekomplex gehört auch eine Apotheke (Pharmacy) an der Rückseite des Moscheegbäudes.